# Donald Duck Mini Pocket 7
Donald Duck Mini Pocket 7 is het zevende deel van de serie Donald Duck Mini Pocket en is een uitgave van Sanoma Uitgevers. Het bevat 302 pagina's met 9 stripverhalen van gemiddeld 32 pagina's en werd in november 2008 uitgebracht. Het scenario is geschreven door de Walt Disney Company, evenals de tekeningen. Aangezien Dagobert Duck op de kaft staat, draait heel veel in deze pocket om hem.

## Lijst van stripverhalen
| Nr. | Verhaal                            | Hoofdpersonage |
| --- | ---------------------------------- | -------------- |
| 1   | De overstroming in het Geldpakhuis | Oom Dagobert   |
| 2   | De virtuele roof                   | Oom Dagobert   |
| 3   | De wonderlijke geldzakken          | Oom Dagobert   |
| 4   | De fantastische straal             | Oom Dagobert   |
| 5   | Het nieuwe Duckstad-stadion        | Oom Dagobert   |
| 6   | Het fantastische Euroland          | Oom Dagobert   |
| 7   | Bevroren tegoeden                  | Oom Dagobert   |
| 8   | De hypochonder                     | Oom Dagobert   |
| 9   | Draait de rollen om                | Oom Dagobert   |

Deel 1 · Deel 2 · Deel 3 · Deel 4 · Deel 5 · Deel 6 · Deel 7 · Deel 8 · Deel 9 · Deel 10 · Deel 11